# Layachi Chaïbi
Pour les articles homonymes, voir Chaïbi.
 (février 2016).
Layachi Chaïbi, né le 23 mars 1945, est un homme politique algérien. Membre du Front de libération nationale, il est député de la deuxième circonscription électorale de la wilaya d'Oum El Bouaghi au cours de la troisième législature (1987-1992).